# Chinanteken

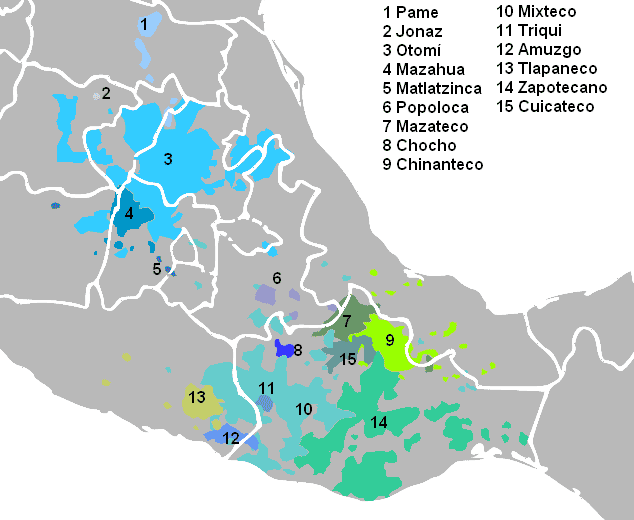
de verspreiding van de Chinanteken (9)

De Chinanteken (Chinanteeks: Tsa ju jmí) zijn een indiaans volk woonachtig in de staten Oaxaca, Puebla en Veracruz in Mexico. Er leven 201.201 Chinanteken in Mexico.
De Chinanteken danken hun naam aan de Azteken, die hen in het Nahuatl Chinantecah, 'mensen van de plaats van het riet', noemden. De Chinanteken noemen zichzelf Tsa ju jmí, wat 'mensen van het oude woord' betekent. Het Chinanteeks is een taal van de westelijke tak van de Oto-Manguetalen, en wordt nog door driekwart van de Chinanteken beheerst. Taalkundigen onderscheiden 14 variëteiten van het Chinanteeks, die onderling niet altijd even goed verstaanbaar zijn, maar de Chinanteken zelf beschouwen al deze varianten als één taal.
De Chinanteken zijn vooral een landbouwvolk. Zij verbouwen tarwe en koffie.